# Bambilaré
Bambilaré est une commune rurale située dans le département de Liptougou de la province de la Gnagna dans la région de l'Est au Burkina Faso.

## Géographie
Bambilaré – commune agropastorale à centres d'habitations dispersés – est située à 15 km au Nord-Ouest de Liptougou.

## Santé et éducation
Le centre de soins le plus proche de Bambilaré est le centre de santé et de promotion sociale (CSPS) de Liptougou.